# Liste der Monuments historiques in Grand
Die Liste der Monuments historiques in Grand führt die Monuments historiques in der französischen Gemeinde Grand auf.

## Liste der Immobilien
| Bezeichnung                     | Beschreibung                                                                                | Standort                     | Kennzeichnung | Schutzstatus | Datum     | Bild           |
| ------------------------------- | ------------------------------------------------------------------------------------------- | ---------------------------- | ------------- | ------------ | --------- | -------------- |
| Römische Basilika mit Mosaik    | aus der ersten Hälfte des 3. Jahrhunderts; Schutzgebäude von 1883                           | Rue de la Mosaïque (Lage)    | PA00107181    | Classé       | 1875 1884 | weitere Bilder |
| Kapelle Ste-Libaire             | Friedhofskapelle; aus der ersten Hälfte des 15. Jahrhunderts, auf gallo-römischem Mauerwerk | Rue de la Chapelle (Lage)    | PA00107182    | Classé       | 2005      | weitere Bilder |
| Maison de Didier                | im Kern gallo-römisches Bauwerk, 1682 rekonstruiert                                         | 2 rue de la Coulotte (Lage)  | PA88000059    | Inscrit      | 2019      |                |
| Römisches Amphitheater          | vom Ende des 1. Jahrhunderts                                                                | Rue de l’Amphithéâtre (Lage) | PA00107180    | Classé       | 1846      | weitere Bilder |
| Kirche Ste-Libaire              | um 1500 erbaut                                                                              | Place de la Halle (Lage)     | PA00107183    | Classé       | 1994      | weitere Bilder |
| Villa suburbana von Fontainotte | um 100 erbaut                                                                               | Rue de la Mosaïque (Lage)    | PA88000052    | Inscrit      | 2013      |                |

## Liste der Objekte
| Bezeichnung                            | Beschreibung                                              | Standort                                       | Kennzeichnung | Schutzstatus | Datum | Bild           |
| -------------------------------------- | --------------------------------------------------------- | ---------------------------------------------- | ------------- | ------------ | ----- | -------------- |
| Zwei Leuchter                          | Bronze, Anfang des 19. Jahrhunderts                       | in der Kirche Ste-Libaire (Lage)               | PM88000423    | Classé       | 1961  |                |
| Kelch                                  | Silber, 18. Jahrhundert                                   | in der Kirche Ste-Libaire (Lage)               | PM88000422    | Classé       | 1961  |                |
| Gemälde Abendmahl                      | Ölfarbe auf Leinwand, erste Hälfte des 17. Jahrhunderts   | im Pfarrhaus (Lage)                            | PM88001481    | Inscrit      | 2008  |                |
| Skulptur Madonna mit Kind              | Holz, farbig gefasst, 18. Jahrhundert                     | im Pfarrhaus (Lage)                            | PM88001484    | Inscrit      | 2008  |                |
| Kruzifix                               | Holz, farbig gefasst, 16. Jahrhundert                     | im Pfarrhaus (Lage)                            | PM88001485    | Inscrit      | 2008  |                |
| Reliquiar der heiligen Libaria         | Silber, vergoldet, erste Hälfte des 17. Jahrhunderts      | in der Kirche Ste-Libaire (Lage)               | PM88000416    | Classé       | 1905  |                |
| Zwei Weihwasserbecken                  | Gusseisen, 16. Jahrhundert                                | in der Kirche Ste-Libaire (Lage)               | PM88000417    | Classé       | 1907  |                |
| Skulptur Heilige Katharina             | Stein, Ende des 16. Jahrhunderts                          | in der Kapelle an der Place de la Halle (Lage) | PM88000425    | Classé       | 1956  |                |
| Schrein der heilgen Libaria            | Holz, vergoldet, 18. Jahrhundert                          | im Pfarrhaus (Lage)                            | PM88001486    | Inscrit      | 2008  |                |
| Weihwasserbecken                       | gallo-römische Säulentrommel, im Mittelalter umgearbeitet | im Pfarrhaus (Lage)                            | PM88001487    | Inscrit      | 2008  |                |
| Liturgischer Kamm der heiligen Libaria | Elfenbein, 11. Jahrhundert                                | in der Kirche Ste-Libaire (Lage)               | PM88000418    | Classé       | 1907  |                |
| Kettenreliquiar                        | Silber, 13. Jahrhundert                                   | in der Kirche Ste-Libaire (Lage)               | PM88000420    | Classé       | 1908  |                |
| Reliquiar                              | Silber, 16. Jahrhundert                                   | in der Kirche Ste-Libaire (Lage)               | PM88000421    | Classé       | 1908  |                |
| Votivgürtel                            | Silber, vergoldet, Email, 14. Jahrhundert                 | in der Kirche Ste-Libaire (Lage)               | PM88000419    | Classé       | 1907  |                |
| Grabstein für Nicolas de Raigecourt    | Stein, um 1483                                            | in der Kapelle Ste-Libaire (Lage)              | PM88000424    | Classé       | 1903  |                |
| Mosaikpflaster                         | gallo-römisch, erste Hälfte des 3. Jahrhunderts           | im Schutzgebäude Rue de la Mosaïque (Lage)     | PM88000426    | Classé       | 1884  | weitere Bilder |
| Gemälde Martyrium der heiligen Libaria | Ölfarbe auf Leinwand, 19. Jahrhundert                     | im Pfarrhaus (Lage)                            | PM88001482    | Inscrit      | 2008  |                |
| Reliquienbüste der heiligen Libaria    | Holz, farbig gefasst, Anfang des 17. Jahrhunderts         | im Pfarrhaus (Lage)                            | PM88001483    | Inscrit      | 2008  |                |